# Diocesi di Taormina
La diocesi di Taormina (in latino Dioecesis Tauromenitana) è una sede soppressa e sede titolare della Chiesa cattolica.

## Storia
Taormina, la greca Tauromenion, fu un'antica sede vescovile della Sicilia. La tradizione attribuisce a san Pietro la sua fondazione, per avervi inviato come primo vescovo il suo discepolo Pancrazio, oriundo della Cilicia. Questi è ricordato dal Martirologio Romano alla data dell'8 luglio: A Taormina in Sicilia, san Pancrazio, vescovo e martire, ritenuto primo vescovo di questa Chiesa.
Testi agiografici menzionano altri tre vescovi di Taormina, attribuiti ai primi tre secoli. Massimo è menzionato in un sinassario greco del X secolo, che attinge alla Vita e martirio di San Pancrazio (VIII-IX secolo). Evagrio è il nome dell'autore della Vita; secondo Lanzoni, questi «può aver raccolto il nome, del quale volle coprirsi, nei dittici della chiesa di Taormina; del resto nel sinodo di Antiochia dell'anno 363 compare un "Evagrius siculus"», forse vescovo di Taormina. Nicone infine appare in un Martirio, che colloca la sua morte il 23 marzo 273.
La diocesi è storicamente documentata per la prima volta in una lettera di papa Leone I, scritta nel 447 ai vescovi della Sicilia, ai quali il pontefice sottopone il caso del vescovo di Taormina, di cui non fa il nome, accusato dai suoi preti di sperperare i beni della Chiesa. Il successivo vescovo noto è Rogato, presente al sinodo di Roma del 501 indetto da papa Simmaco.
L'epistolario dei pontefici del VI secolo menziona altri tre vescovi di Taormina. Secondo è menzionato in tre lettere di papa Pelagio I di marzo e aprile del 559. Nella lettera di papa Gregorio Magno del mese di agosto 591 al suo legato in Sicilia, si fa menzione del vescovo Vittorino, a quell'epoca già morto, e che aveva visto usurpati, durante il suo episcopato, i beni della Chiesa di Taormina. Altre lettere di Gregorio Magno sono indirizzate al vescovo Secondino, documentato dal 591 al 603; in alcune lettere il papa affida a Secondino due libri delle sue omelie con il compito di leggerle e di correggerle.
Per il VII secolo sono noti due vescovi di Taormina: Giusto, che prese parte al sinodo lateranense indetto nel 649 da papa Martino I contro il monotelismo; e Pietro, che partecipò al sinodo romano indetto da papa Agatone nel 680 in preparazione di quello ecumenico, aperto nello stesso anno a Costantinopoli.
Come attesta l'epistolario di Gregorio Magno, fino agli inizi del VII secolo la Sicilia non aveva sedi metropolitane e, benché sottomessa politicamente all'impero bizantino, dipendeva dal punto di vista ecclesiastico dal patriarcato di Roma. Solo dalla prima metà dell'VIII secolo, in seguito alle controversie sull'iconoclastia, la Sicilia fu sottratta dall'imperatore Leone III Isaurico alla giurisdizione di Roma e sottomessa al patriarcato di Costantinopoli; tra VIII e IX secolo fu istituita la sede metropolitana di Siracusa, cui furono assoggettate tutte le diocesi siciliane, compresa quella di Taormina. La diocesi appare in diverse Notitiae Episcopatuum del patriarcato di Costantinopoli, fino al X secolo, al secondo posto nell'ordine gerarchico delle sedi, dopo la metropolia siracusana.
Appartengono a questa fase della storia della diocesi i successivi vescovi di Taormina, che furono tutti greci. Tre di loro, Teodoro, Leonzio e Niceta, sono noti grazie alla scoperta dei loro sigilli episcopali, attribuibili all'VIII secolo, scritti in greco. Giovanni fu tra i padri del concilio di Nicea del 787. Nel IX secolo il vescovo Zaccaria ebbe parte nella complessa disputa che portò Ignazio I e Fozio I a competere per il seggio patriarcale; per il sostegno dato a Fozio, Zaccaria ricevette dal patriarca il titolo di arcivescovo, ma fu deposto da papa Niccolò I e poi dal concilio costantinopolitano dell'869-870. L'ultimo vescovo taorminese è san Procopio, che fu decapitato in seguito alla definitiva occupazione araba della città dopo due anni di assedio (906).
Nell'XI secolo, quando la Sicilia fu riconquistata dai Normanni, la sede di Taormina non fu più restaurata ed il suo territorio entrò a fare parte dapprima della diocesi di Troina e poi di quella di Messina.
Dal 1969 Taormina è annoverata tra le sedi vescovili titolari della Chiesa cattolica; dal 31 luglio 1971 l'arcivescovo, titolo personale, titolare è Edoardo Rovida, già nunzio apostolico in Portogallo.

## Cronotassi

### Vescovi
- San Pancrazio †
- Evagrio †
- San Massimo †
- San Nico † (? - 23 marzo 273 deceduto)
- Anonimo † (menzionato nel 447)
- Rogato † (menzionato nel 501)
- Secondo † (menzionato nel 559)
- Vittorino † (fine VI secolo)
- Secondino † (prima del 591 - dopo il 603)
- Giusto † (menzionato nel 649)
- Pietro † (menzionato nel 680)
- Teodoro † (prima metà dell'VIII secolo)[11]
- Leonzio † (VIII secolo)[12]
- Niceta † (VIII secolo)[12]
- Giovanni † (menzionato nel 787)
- Zaccaria Cofo † (prima dell'853 - prima di settembre 860 deposto)[13]
- San Procopio † (? - 906 deceduto)

### Vescovi titolari
- Jean Guénolé Louis Marie Daniélou, S.I. † (11 aprile 1969 - 28 aprile 1969 nominato cardinale diacono di San Saba)
- Robert Emmet Lucey † (23 maggio 1969 - 31 dicembre 1970 ritirato)
- Edoardo Rovida, dal 31 luglio 1971